# Perranporth
Perranporth – wieś w Anglii, w Kornwalii. Leży 37 km na północny wschód od miasta Penzance i 376 km na zachód od Londynu. Miejscowość liczy 3066 mieszkańców.